# Phrynobatrachus anotis
Phrynobatrachus anotis é uma espécie de anfíbio da família Petropedetidae.
É endémica da República Democrática do Congo.
Os seus habitats naturais são: savanas áridas e savanas húmidas.